# Traukutitan
Traukutitan là một chi khủng long, được Juarez-Valieri (as Juárez Valieri) & Calvo mô tả khoa học năm 2010.